# Threekingham
Threekingham – wieś w Anglii, w hrabstwie Lincolnshire, w dystrykcie North Kesteven. Leży 39 km na południe od Lincoln i 156 km na północ od Londynu.